# Castilleja subinclusa
Castilleja subinclusa är en snyltrotsväxtart som beskrevs av Edward Lee Greene. Castilleja subinclusa ingår i släktet målarborstar, och familjen snyltrotsväxter.

## Underarter
Arten delas in i följande underarter:
- C. s. franciscana
- C. s. subinclusa
- C. s. jepsonii